# 且力西
且力西（维吾尔语：چېلىشىش；拉丁维文：Chelishish）是流行于生活在中华人民共和国新疆维吾尔自治区的维吾尔族中的摔跤运动。且力西是维吾尔语的音译，有“搏击、较量”的含义，也会被翻译为切力西、且里西、切里西、切里希等。且力西不仅常在古尔邦节、肉孜节等重大节日时或是民运会等体育赛事中举办，在农闲、春季到来之时也会有民间自发组织的且力西比赛。2011年被列入第三批国家级非物质文化遗产代表性项目名录，且力西项目的传承人为米曼·艾米拉。

## 记载与历史
且力西的具体来源暂不可考，不过一些史籍和出土文物证明了曾经在新疆地区生活的古民对摔跤的喜爱。《汉书·西域传》中就有对在西域进行角抵（摔跤）活动的记载，当时摔跤多作为宴请使臣时待客的表演。在现在的巴楚县琼梯木遗址（一处唐代烽燧遗址）之中曾出土过一尊公元7世纪到10世纪的红色陶俑，陶俑是摔跤手的形象，说明在当时摔跤已经在当地流行起来且水平较高。《旧五代史·李存贤传》就记载了李存贤与出生沙陀部的唐庄宗角抵并获胜得蔚州刺史的事情。11世纪语言学家麻赫穆德·喀什噶里所撰写的《突厥语大词典》之中也有“勿与姑娘摔跤，勿骑骒马奔跑”的说法。在元代，在现在的新疆地区设立有专管各民族部落摔跤等活动的“校署”。库尔班·巴拉提所著的史诗集《白头巾女神》也对摔跤进行过记载。清代边塞诗人萧雄在其诗作《嬉乐》中不仅对摔跤进行过描述，并对当时新疆进行摔跤的时日、比赛方式与庆祝进行过记载：“回部过年……有比较手段之事。或同日，或不同日，每两人相互持抱，彼此掀掷，能推倒者为胜，谓之跌跤。胜者满场喝彩，凡与胜者相契之人，争捧其脚而高举之，以助炫耀。”袁大化、王树枏编纂的《新疆图志》中记载有每当新疆的儿童到了四、五岁进行割礼之时，亲朋好友会带着礼物前往祝贺，并进行赛马摔跤的活动。在陕西省长安县客省庄的第140号匈奴墓曾出土有两个匈奴人进行角抵比赛图案的铜饰品，图案中的两人穿宽腿裤，做摔跤状。其表现的摔跤技术从形式上和后来突厥人、回纥人以及现在哈密地区、吐鲁番市维吾尔族的摔跤相似。

### 当代发展
中国和新疆维吾尔自治区等各级别的少数民族传统体育运动会将且力西作为比赛项目纳入其中，起到了对且力西的发展和保护的作用。1953年的“全国民族体育形式、表演及竞赛大会”（首届中华人民共和国少数民族传统体育运动会）之中，摔跤被列为正式比赛项目。1982年第二届全国民运会和1986年的第三届全国民运会，摔跤比赛形式被分为了中国式摔跤和自由式摔跤，到了1991年第四届全国民运会改为民族式摔跤。从1995年第五届全国民运会开始，民族式摔跤开始细分为不同民族的摔跤项目，且力西成为民族式摔跤比赛形式之一开始被列入全国民运会比赛项目。在新疆本地，1985年起，由新疆民族事务委员会和新疆体育局联合主办的新疆少数民族传统体育运动会开始举办，且力西作为民族式摔跤出现在第一届新疆民运会项目之中，民族式摔跤项目在历届新疆民运会中不断的细化和完善。除了第二届新疆民运会的民族式摔跤采用柯尔克孜族式摔跤外，在第一届，第三届到第九届新疆民运会中，且力西都被列为新疆民运会的比赛项目。且力西也举办过专项的冠军赛，在2016年，喀什地区岳普湖县曾举办过首届“儿子娃娃”民族式摔跤（且力西）冠军赛，该比赛吸引了新疆各地州22支代表队超过200名且力西选手参加。除了国家级和自治区级的运动会以及且力西专项运动会外，且力西也是新疆不同地区、不同县市运动会上经常出现的比赛项目。
且力西在新疆维吾尔民众中是一项具有较高参与性和普及性的运动，尤其流行于新疆喀什、和田、阿克苏、阿勒泰、塔城、吐鲁番、哈密、克拉玛依等地区。每当到了春天来临或是农闲的时候，在田间地头、街头巷尾都可以看到随即进行的且力西活动。当维吾尔人举办婚礼、割礼亦或是举办巴扎集市的时候，像是伽师县的星期三巴扎和阿图什市的星期天巴扎，当地人也会举办小型的且力西比赛。如果遇到了重大的节日或传统庆典集会，像是古尔邦节、肉孜节、诺鲁孜节、冒德路节、都瓦节、国庆节、五一劳动节的时候，或是举办两年一届的阿勒泰地区阿肯弹唱会、博尔塔拉蒙古自治州每年一届的那达慕大会的时候，都会设置且力西作为庆祝表演的项目。在这些节庆、集会时举办的大型且力西比赛会吸引各地数以百计的且力西选手前来进行比赛。
2009年，且力西被列为新疆维吾尔自治区第三批非物质文化遗产名录，同年，米曼·艾米拉被列为自治区级第二批非物质文化遗产传承人名录。2011年，由新疆维吾尔自治区岳普湖县申报，且力西以“摔跤（维吾尔族且力西）”的名义被列入第三批国家级非物质文化遗产代表性项目名录，保护单位为岳普湖县文化馆。2013年，米曼·艾米拉被评为国家级非物质文化遗产项目摔跤（维吾尔族且力西）传承人。米曼·艾米拉从10岁开始跟随祖父和父亲学习且力西技术，从1971年起，米曼·艾米拉连续30年蝉联喀什地区民族式摔跤冠军，并有了“且力西大王”的称号。他培养了超过200名的且力西弟子，自己的5个儿子也是且力西的传人。米曼·艾米拉每年都会在岳普湖县达瓦昆沙漠风景区开展超过20场的且力西展演。2016年，米曼·艾米拉因为推广和传承且力西运动，在CCTV体坛风云人物评选中获得大众体育精神奖。2018年，在岳普湖县体育活动中心举办过国家级非物质文化遗产摔跤（维吾尔族且力西）培训班，米曼·艾米拉曾在培训班中授课，从政策理论知识和实际操作摔跤技术训练两方面对岳普湖县的且力西爱好者进行培训。2020年，米曼·艾米拉也在组织开展“摔跤（维吾尔族且力西）进校园、进社区”活动。在喀什地区、和田地区、阿克苏地区等地，很多县市都成立且力西运动协会，很多村镇设有自己的且力西表演队。在校园普及方面，2007年，且力西被喀什师范学院纳入教学课程，并对其进行科学分类、教学及科研，并在2010年申报了关于且力西教学的第一部教学教材《新疆维吾尔自治区地方特色教材——且里西》。

### 发展困境
虽然且力西在体育赛事和民间活动中得到了发展和保护，不过在二十世纪60年代的文化大革命破四旧时期，且力西被视为陈规陋习和四旧、迷信活动，原本时常组织的且力西比赛被取消。且力西选手改行从事其他行业，很少或不再进行且力西相关的比赛，且力西的发展陷入停滞。
2010年以后，青少年因为现代体育项目在新疆开展广泛而参与其中，对于且力西等传统体育项目参与度逐年下降，且力西面对的主要问题是参与人员年龄较大，后继乏人。除此之外，尽管在巴楚县等地，且力西受到了妇女的欢迎，女性会参与其中，但新疆整体上参与且力西的教练员男女比例严重失调。且力西教练员学历水平不平均且普遍不高，一部分教练员在执教前运动经历不多。另外，在新疆经济较为发达的昌吉回族自治州、伊犁哈萨克自治州等地区民间民族式摔跤活动较少，由官方举办的少数民族传统运动会时间间隔又比较长，影响了且力西的开展和普及。运动项目的不规范性，缺乏训练，参赛选手水平不一也都是且力西发展所面临的问题。

## 且力西形式
在民间流传的且力西往往会在露天场合进行，不需要准备专门的场所，只需要在一块范围合适且平整的草地或沙地就可以进行且力西比赛。不过也有专门的且力西跤场，跤场大多露天，上面铺有一层厚布或帆布。且力西比赛进行时会吸引大量各村的农民作为观众前来围观，甚至会出现一个庭院内挤了3000人的情形，观众会围坐成圆圈形成摔跤场地。民间的且力西比赛中，并没有年龄、体重的限制，比赛时间也不受限制，服装亦不需要统一。比赛的进行会有不同的形式，其一像是摆擂台，自愿参加，参赛的也是各村没有经过专门训练的村民。年纪轻的且力西选手率先登场，当一方被摔倒后，场外选手可以自愿上场与之较量。其二带有比赛性质，一般由村或街道为单位组织比赛，参赛双方往往是训练有素的且力西选手，比赛在且力西方面有威望的老者主持下进行。
因为不同地区有不同的民风民俗以及不同的生活习惯，所以传统维吾尔且力西的技术也有所不同，且力西技术形式主要分为两种。第一种是在喀什地区、阿图什市、阿克苏地区等地区流行的喀什噶尔式且里西。这种跤法且力西选手腰间系有长2米，宽20厘米到30厘米的红色或蓝色腰带上场，赛前在主持人或裁判员的主持下行礼后互抓腰带，听裁判员宣布比赛开始后即可开始进攻，若一方摔倒并肩背触地则另一方获胜，在这种跤法规则中缠绊属于犯规。喀什噶尔式且里西采取一跤定输赢的比赛规则。莎车县、和田地区、岳普湖县等地的跤法与此大同小异。一人连续战胜3到5人即可成为冠军，冠军的数量取决于参赛总人数。
另一种则是流行于吐鲁番市、鄯善县、托克逊县、哈密市一带的吐鲁番式且里西。与前者相比，不仅且力西选手腰上需要系腰带，而且在选手右侧大腿根部也需要系毛巾或棉布带，以供对手抓握。若毛巾松动或下滑则比赛停止，等重新系紧后恢复比赛。若一方摔倒并肩背触地则另一方获胜，如果一方倒地后肩背未触地，双方可在地面滚翻角力，直至一方肩背触地决出胜负为止。此种跤法没有动作限制和技术限制。吐鲁番式且里西的比赛一般采用团体三人对抗赛，比赛采取三局两胜制。除了以上两种形式，在麦盖提县、巴楚县、英吉沙县等地还流行有一种抱腿、抱腰、缠腿摔跤的形式，不过由于参与人数较少，影响力较小。
且力西比赛的获胜者会得到奖励。在吐鲁番地区获胜后，胜者会得到一个挂着红绸子的牛头作为奖赏。获胜方三名选手共同享受牛头，而红绸子则属于最后一战出场胜利的且力西选手。民间组织的比赛往往奖励较轻，在节日或庆典组织的比赛则会有较高的奖励。一些地方当且力西选手获得最终比赛胜利向观众致意之时，观众会将纸币折成纸飞机或是包成红包投向胜者，有时候红包会超过10万元人民币。
另外，在新疆摔跤不仅是单一民族的运动项目，类似的运动还有哈萨克族的库热斯、蒙古族的搏克、回族的绊跤等，各民族间的摔跤运动因长期的互相影响，既有相同之处也有不同之处。

### 基本规则

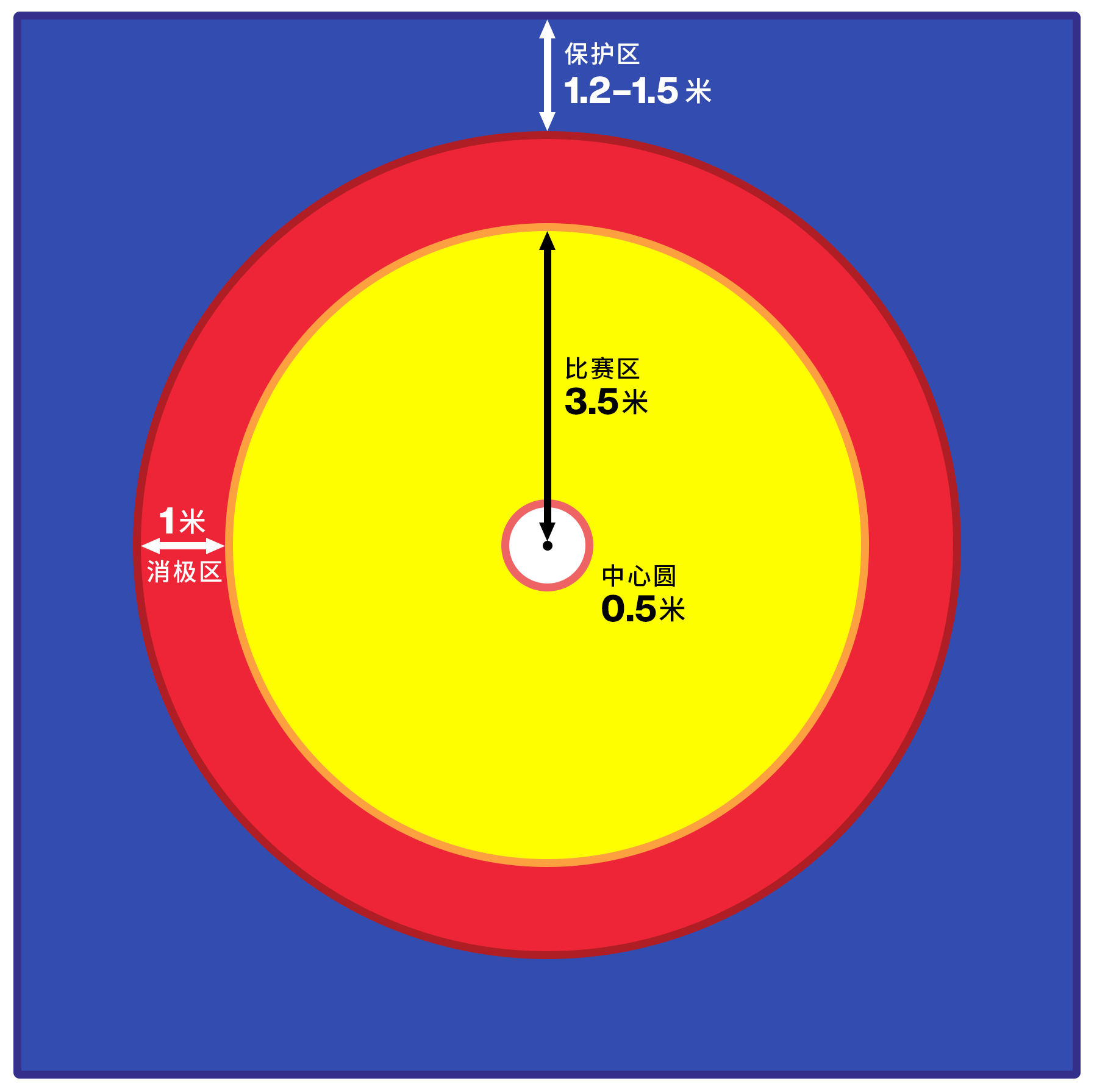
且力西标准跤场示意图

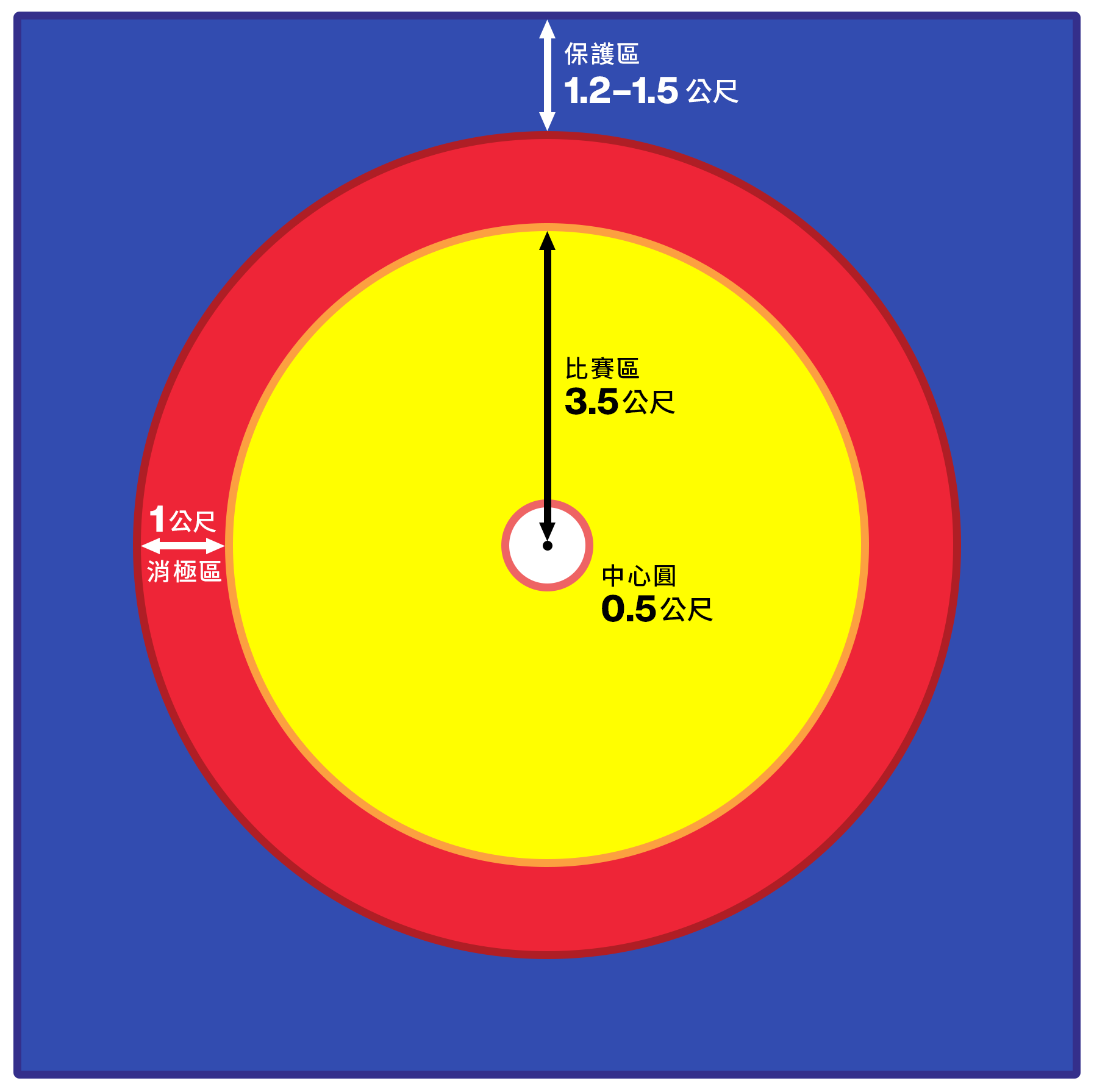
且力西標準跤場示意圖

中华人民共和国国家民族事务委员会以站立式且力西摔跤为基础，制定了作为少数民族传统体育项目的且力西竞赛规则。《且里西（维吾尔族式摔跤）竞赛规则》规定且力西正式标准比赛场地选择半径4.5米的圆形场地。比赛场地可分为比赛区和保护区，其中比赛区直径7米，比赛区外有1米宽的消极区，消极区外有宽1.2米到1.5米的保护区。比赛不分年龄，按体重分为五个级别，分别是52公斤级，62公斤级，74公斤级，87公斤级，87公斤以上级。赛前且力西选手身穿维吾尔族跤衣，穿高靴软底的摔跤鞋，带一小块手帕以及腰缠长2米，宽0.7米由棉布制成的红色或蓝色摔跤带。比赛开始前，双方且力西选手须抓紧对手的腰带，比赛开始后，双手不能离开对方腰带去抓握其他部位。且力西选手可以选用扛、勾、绊脚等动作使对方肩胛骨、侧身或者臀部着地，即为获胜。比赛采取三局两胜制，每局3分钟，每局间休息30秒。